# Épénancourt
Épénancourt là một thị trấn ở tỉnh Somme trong vùng Hauts-de-France, Pháp.

## Địa lý
Épénancourt is Xã này tọa lạc hai bên bờ sông Somme và trên đường D62, khoảng 31 km (19 mi) về phía tây của Saint Quentin.

## Dân số
| 1962                                                           | 1968 | 1975 | 1982 | 1990 | 1999 |
| -------------------------------------------------------------- | ---- | ---- | ---- | ---- | ---- |
| 112                                                            | 125  | 121  | 124  | 124  | 128  |
| Số liệu điều tra dân số từ năm 1962, dân số không tính hai lần |      |      |      |      |      |